# Gauss-afbeelding

De Gauss-afbeelding geeft een mapping van elk punt op een kromme of een oppervlak naar een overeenkomstig punt op een eenheidssfeer.

In de differentiaalmeetkunde, een deelgebied van de meetkunde, beeldt de Gauss-afbeelding (vernoemd naar Carl Friedrich Gauss) een oppervlak in de Euclidische ruimte R3 af op de eenheidssfeer S2. Namelijk, gegeven een oppervlak X dat in R3 ligt, is de Gauss-afbeelding een continue afbeelding N: X → S2 dusdanig dat N(p) een eenheidsvector loodrecht op X in p is, namelijk de normaalvector naar X op p.